# Ruby on Rails
Ruby on Rails (Rails) är ett ramverk för att snabbt utveckla webbapplikationer och skapades av dansken David Heinemeier Hansson på företaget 37signals. Ramverket använder det objektorienterade skriptspråket Ruby och definierar ett antal grundläggande systemarkitekturval. Rails hjälper programmeraren att följa designmönstret Model-View-Controller (MVC) och genererar kod för grundläggande funktioner såsom läsning, redigering och radering av databasinformation.
Rails är från början designat för att underlätta utveckling med lättrörliga metoder (inklusive testdriven utveckling) och har därför inspirerat många andra projekt, såsom Turbogears.
Rails tillämpar två filosofier mycket starkt. Den ena, Convention Over Configuration (Konvention före konfiguration) underlättar för utvecklaren då så mycket är förutbestämt. Med den andra, Don't Repeat Yourself (DRY), försöker man motverka duplicering av kod. 
Förespråkarna framhäver möjligheterna till snabbare utvecklingstakt i projekt som använder Rails, medan vissa motståndare hävdar att ett ramverk som Rails ofta kan vara i vägen för det man vill göra. 
Drift av Rails-applikationer sker i huvudsak på GNU/Linux, men sedan mitten av 2007 är det även möjligt att driftsätta Rails-applikationer i en Java-miljö.